# Milan Palec
Milan Palec (3. září 1944 Soběslav – 19. března 2013 Praha) byl český výtvarník, scénograf a divadelní pedagog.

## Životopis
Milan Palec se narodil 3. září 1944 ve městě Soběslav na jihu Čech. Studoval obor scénické výtvarnictví na Divadelní fakultě Akademie múzických umění v Praze, kterou v roce 1973 úspěšně absolvoval. Byl posledním studentem, kterého přijal František Tröster.
Po vystudování školy začal pracovat v Činoherním studiu v Ústí nad Labem, kde spolupracoval například s Jaroslavem Vostrým, Ivanem Rajmontem, nebo Evaldem Schormem. Své umělecká díla vystavoval například v roce 1975 na Pražském Quadriennale a o čtyři roky později v Itálii, Dánsku a v USA. V rodné Soběslavi se podílel na památníku k 30. výročí osvobození, který se nachází vedle sídla Jitony.
V roce 1976 se rozhodl emigrovat a usadil se ve Spojených státech amerických. V 80. letech 20. století působil jako výtvarník a lektor na University of South Florida v Tampě. Dále působil jako ředitel výpravy McLeod Theatre a následně vedoucím oddělení scénografie a profesorem na Southern Illinois University v Carbondale. Ke konci 80. let  pracoval v univerzitním divadle a přednášel na University of Iowa. Rovněž byl členem Americké sémiotické společnosti.
Do rodných Čech se vrátil v roce 1995 a ve stejném desetiletí působil jako návrhář scén například pro Divadlo Bez zábradlí nebo Divadelní sdružení CD94 v Divadle v Celetné.
Milan Palec zemřel 19. března 2013 v Praze ve věku 68 let.